# Flame of Life
Flame of Life (с англ. — «Пламя жизни») — независимая экспериментальная рок-группа, наряду с Deadsy и Orgy считаются основателями стиля лазер. Для музыки характерно обилие синтезированных гитар, электроники, а также перегруженный бас и специфическая структура песен.

## История

### Формирование (2009—2015)
В 2009 году мастер ушу Fazer (на тот момент бэк-вокалист группы Kometa) подрался в баре с The Bottle, который был гитаристом малоизвестной панк-рок формации Wortex Joke Equal. Через несколько лет музыканты встретились на концерте Wortex Joke Equal. Мероприятие было сорвано в результате массовой драки, спровоцированной The Bottle. 
Впоследствии Wortex Joke Equal распалась и у гитариста начались проблемы с алкогольной зависимостью. В 2013 году Kometa была расформирована.
2 года спустя Fazer отыскал The Bottle и предложил ему собрать собственную группу. Басист Dead Flower был найден по объявлению. Он относил себя к субкультуре готов и до знакомства с группой жил на кладбище. Первое время после присоединения проживал в студии Flame of Life. Последним участником стал диджей Arxonix, на тот момент выступавший сольно в клубах Прибалтики. По воспоминаниям диджея, Фазер нашёл его и предложил играть вместе. На начальных этапах музыканты много экспериментировали со звуком.

### Dark World, Atomic Cocktail (2015—2016)
EP «Dark World», вышедший в 2015 году, был близок по звучанию к классической альтернативе. В этот период группу относили к ню-метал течению.
Далее Flame of Life начинает работу над первым полноформатным альбомом. Из-за творческих разногласий и проблем с алкогольной зависимостью The Bottle покидает коллектив. Это произошло в конце 2015 года, накануне релиза.
В 2016 году дебютный альбом «Atomic Cocktail» вышел в свет. Оставшиеся участники ввиду неполного состава группы и отсутствия лейбла не могли нормально заниматься реализацией. Как результат, релиз коммерчески провалился. Более того, альбом подвергся жёсткой критике в среде альтернативного рока. В частности, отмечалось отсутствие смысловой целостности и избыток экспериментов. В альбоме присутствуют вкрапления неоклассики, а также электронных эффектов. Характерно "грязное" гитарное звучание, переходы из одного жанра в другой в пределах одной песни. Музыканты назвали свой новый стиль лазером и объяснили, что это смешение таких жанров как ню-метал, рок-н-ролл и гранж.
Atomic Cocktail считается одной из первых лазер-работ, наряду с альбомом Talk Sick группы Orgy.

### Одноимённый альбом (2016—2017)
После коммерческого провала Atomic Cocktail в группе накалились разногласия. Вскоре появились слухи о распаде Flame of Life.
В середине 2016 года гитарист вернулся и музыканты в полном составе работают над одноимённым альбомом. Запись велась моноканально, как рок-н-ролл 50-х годов XX века. По воспоминаниям The Bottle, весь двухчасовой альбом был записан всего за неделю. Вокалист Fazer назвал работу идеальным звучанием лазера. Диск вышел в свет в 2017 и был положительно оценён критиками. В частности, подчеркивалась концептуальность и более ясный стиль.. Звучание Flame of Life стало тяжелее и агрессивнее по сравнению с «Atomic Cocktail». В песнях одноимённого альбома периодически встречался экстремальный вокал, речитатив и незначительные эксперименты, но в целом отмечалась системность. По мнению издания Darker Magazine, Flame of Life нашли свою нишу. Наиболее популярными песнями альбома стали «Maniac» и «Kristin».
После выпуска группа взяла перерыв на год.

### Red Sunset (2018—2019)
В 2018 году коллектив вернулся в прежнем составе и начал работать над свежим материалом. В процессе записи к Flame of Life присоединился новый участник, The Cowboy, занявший место ударника. Будучи бывшим гонщиком ралли и фанатом панк-рока, он не имел музыкального бэкграунда.
Flame Of Life попали в ТОП-5 лазер-групп по версии News You в 2019 году.. Журнал Культура признал их самым влиятельным коллективом жанра. Было отмечено, что уклон в психоделику благотворно сказался на музыке.
В конце года группа выпускает альбом Red Sunset. По мнению ряда журналов, Flame of Life не потеряли своей оригинальности. Несмотря на появление ударных, музыка не звучит как типичный рок, хотя присутствуют элементы индастриала/метала. Йоанна Белева назвала Red Sunset авангардным диском с полностью стёртыми музыкальными границами. Наиболее известной песней альбома стал сингл «Fortress».

### El Kama (2020—2022)
В 2020 году группа выпускает сингл «This Water is Dead». Журнал Daily Music Scroll отметил на записи элементы фанка и электроники, хотя и подчеркнул, что в основе музыки Flame of Life лежит альтернативный рок.
Годом позже коллектив выпускает сингл «Dried Blood». Dead Flower написал партии бас-гитары под влиянием Sepultura, что определило тяжёлое звучание композиции. По мнению Juke Box Times, сингл концептуально продолжает песни «Wooden Chains» and «Heat» из альбома Red Sunset, хотя гитарные партии содержат отсылки к рок-н-роллу.
В середине 2021 года к группе присоединяются гитаристка Amsheah из Ирана, а также клавишник Дэмиен Нолан. Последний был старым другом Arxonixa, с которым диджей занимался организацией концертов в прошлом. Flame of Life в обновлённом составе начинает работу над новым альбомом, в материал которого также вошли неизданные записи 2015-2016 годов.
3 марта 2022 года музыканты навсегда отреклись от белорусского флага и переехали в Нью-Йорк. По мнению группы, фашистский режим Белоруссии потворствует фашистскому режиму России в военных преступлениях на Украине.
Синглы «Auma» и «Nomo Avi Ra» вышли в начале 2022 года. Заиб Аббаси отметил изменения в музыке Flame of Life с появлением новых участников.
2 мая 2022 года вышел альбом El Kama, записанный полностью на сакмалайском языке. Журнал Rock Culture подчеркнул абстрактный характер материала, элементы восточной музыки и племенные мотивы. Издание PVM указало на отсылки к Flame of Life времён Dark World и Atomic Cocktail. По мнению журнала, палитра звуков на El Kama определяется разнородностью состава группы.
В том же году группа организовала тур в Канаду в поддержку нового альбома.

### Saturn (2023—настоящее время)
29 марта 2023 года Flame of Life выпускает сингл «Your Cave». Адам Джонс отметил уход группы от мрачной и интроспективной музыки, характерной для альбома El Kama. Он охарактеризовал «Your Cave» как энергичный трек с футуристическими мотивами и позитивной лирикой, контрастирующий с тёмными тонами El Kama. Было отмечено удачное сочетание лазера с элементами панк-рока.
Осенью Flame of Life провели тур в Норвегии совместно с the Tunnels, после чего обе группы вернулись к студийной работе.
16 января 2024 года у Flame of Life выходит новый сингл — «Emdegore». Журнал Just Indie Art отметил обилие синтезаторных эффектов и сложных структур, в которых группа хорошо ориентируется. Издание заметило на записи вкрапления прогрессивного рока. По мнению журнала Roots That Rock, сакмалайский язык песни прекрасно сочетается с фирменным лазерным звучанием.
15 февраля выходит сингл «Kalemai». Издание The Further охарактеризовало нетрадиционное звучание песни, представляющее собой мрачный "деконструированный" рок с перегруженными гитарами и прогрессивным ритмом. Был отмечен чистый дистанционный вокал и lo-fi атмосфера, стимулирующая воображение. Журнал Daily Music Spin назвал сингл простой, но запоминающейся лазер-композицией. Издание отметило серьёзные отличия «Kalemai» от норм традиционного рока.
2 апреля Flame of Life выпускают пятый студийный альбом Saturn. Издание Artist Central отметило использование на пластинке элементов из Atomic Cocktail. Эксперименты интегрированы таким образом, что музыка звучит одновременно и свежо, и узнаваемо. Альбом продолжает лазерную традицию одноимённого диска и Red Sunset. По мнению The Industry Times, Saturn представляет собой концептуальное продолжение El Kama, где группа смешивает экспериментальное звучание с традиционной лазерной музыкой. В материале присутствуют элементы гранжа и индастриала, отмечается хаотичная структура композиций.
В феврале 2025-го года Flame of Life выпустили сингл «Cavaral». Было объявлено о предстоящем туре по Европе, а также о работе над шестым студийным альбомом, выпуск которого запланирован на конец года.

## Музыкальный стиль и тематика песен
Творчество коллектива характеризуется постоянными экспериментами со звуком. Основным стилем Flame of Life является лазер, представляющий собой баланс между ню-металом и электроникой с обилием синтезированных гитар. В период Atomic Cocktail музыканты также работали с панк-роком, рок-н-роллом и нео-классикой. Участники коллектива отмечают влияние индастриала, гранжа и ню-метала на их музыку, в частности, таких коллективов как Nine Inch Nails, Alice in Chains и Deftones. Фронтмен Fazer благодарил рок-группу Cradle of Thorns и лично её лидера Тая Элама за вклад в развитие лазера.
По мнению ряда критиков, именно разнородный состав коллектива определяет специфический стиль Flame of Life: ориентальные гитарные риффы от Amsheah, нестандартные ударные партии от the Cowboy, готический оттенок от Dead Flower. Участники группы не являются друзьями, имеют разное музыкальное и национальное происхождение, что даёт почву для экспериментов.
Автором текстов песен является Fazer. Лирика затрагивает личные отношения, внутриличностные конфликты, а также социальную и религиозную тематику. Тексты ранних работ отличались меланхоличностью, для позднего творчества характерна агрессивная философия. Участники группы отрицают политическую составляющую в текстах.
Майк О'Кулл: интервью с Flame of Life, февраль 2020:

В текстах нет единой концепции. В каждой песне свой смысл. Наша концепция состоит в том, что показать людям лазер и поделиться своей атмосферой. Мы не хотим быть слишком конкретными. Наши песни редко касаются конкретных событий и всего такого. Обычно это личные переживания, хотя есть и на тему экологии. — диджей Arxonix

## Состав группы
- Fazer — вокал, автор песен (2015—2017, 2018—н. в.)
- The Bottle — акустическая гитара (2015, 2016—2017, 2018—н. в.)
- Dead Flower — бас-гитара (2015—2017, 2018—н. в.)
- Arxonix — диджей (2015—2017, 2018—н. в.)
- The Cowboy — ударные (2019—н. в.)
- Amsheah — электрогитара (2021—н. в.)
- Дэмиен Нолан — клавишные (2021—н. в.)

## Дискография

### Студийные альбомы
- 2016 ― Atomic Cocktail
- 2017 ― Flame Of Life
- 2019 ― Red Sunset
- 2022 ― El Kama
- 2024 ― Saturn

### EP
- 2015 ― Dark World
- 2018 ― Intersection (совместно с группой Гнилой район»)

### Синглы
| Год  | Название              | Альбом          |
| ---- | --------------------- | --------------- |
| 2015 | «Crosses»             | Atomic Cocktail |
| 2015 | «Beast In The Mirror» | Atomic Cocktail |
| 2016 | «Terrorists Win»      | Flame of Life   |
| 2016 | «Defrost»             | Flame of Life   |
| 2019 | «Red Sunset»          | Red Sunset      |
| 2019 | «Accumulator»         | Red Sunset      |
| 2019 | «Fortress»            | Red Sunset      |
| 2019 | «Clash»               | Red Sunset      |
| 2019 | «You Like It Hard»    | Red Sunset      |
| 2020 | «This Water is Dead»  | Внеальбомный    |
| 2021 | «Dried Blood»         | Внеальбомный    |
| 2022 | «Auma»                | El Kama         |
| 2022 | «Nomo Avi Ra»         | El Kama         |
| 2023 | «Your Cave»           | Внеальбомный    |
| 2024 | «Emdegore»            | Saturn          |
| 2024 | «Kalemai»             | Saturn          |
| 2025 | «Cavaral»             | Внеальбомный    |